# Mirosław Zbrojewicz
Mirosław Zbrojewicz (ur. 25 lutego 1957 w Warszawie) – polski aktor charakterystyczny, często obsadzany w rolach twardzieli i gangsterów.

## Kariera

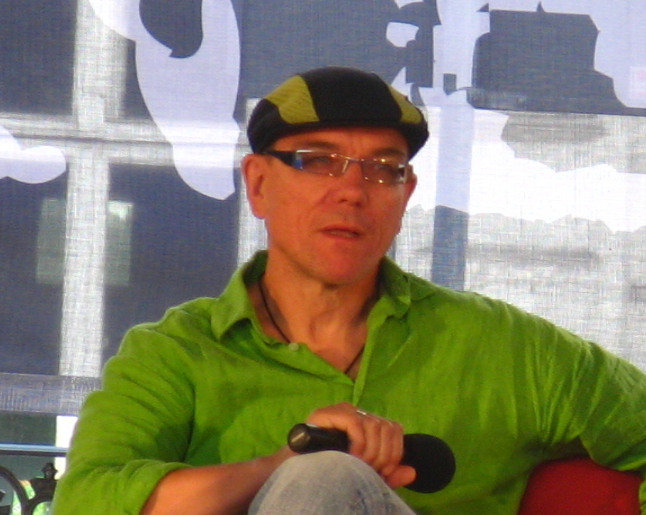
Mirosław Zbrojewicz (2007)

Urodził się w Warszawie, gdzie w 1981 ukończył studia w Państwowej Wyższej Szkole Teatralnej.
Jego debiut teatralny nastąpił 14 czerwca 1981, kiedy wystąpił w roli Sukiennika w Mistrzu Piotrze Pathelinie na scenie Lubuskiego Teatru im. L. Kruczkowskiego w Zielonej Górze, gdzie pracował w latach 1981–1982. Występował także w Teatrze Pracowni w Warszawie (1983–1992), Teatrze Powszechnym im. Jana Kochanowskiego w Radomiu (1991), Teatrze Szwedzka 2/4 w Warszawie (1993–1994), Teatrze Rozmaitości w Warszawie (1994–2001), Teatrze 77 w Łodzi (1997), Teatrze Studio w Warszawie (od 2003), Teatrze Dramatycznym im. Aleksandra Węgierki w Białymstoku (2010). Występował na scenie w głośnej komedii Goło i wesoło Stephena Sinclaire’a i Anthony’ego McCartena. Współpracował z wieloma cenionymi reżyserami teatralnymi, m.in.: Iwanem Wyrypajewem (Ożenek), Agnieszką Glińską (Jak zostałam wiedźmą), Grzegorzem Jarzyną (2007: Macbeth), Krzysztofem Warlikowskim (Hamlet) czy Anną Augustynowicz (Król Lear).
Ma na koncie wiele telewizyjnych kreacji. W telenoweli TVP1 Klan grał postać oficera Interpolu komisarza Kamila Kozyry. Pojawił się w serialach kryminalnych: Sfora (2002) jako inspektor Walas, As (2002) jako detektyw Piotr Serafin, Trzeci oficer (2008) jako doktor Janusz Sznajder, a także w jednym z odcinków niemieckiego serialu RTL Kobra – oddział specjalny – pt. Przyjaciele w potrzebie (Freunde in Not, 2004) jako rosyjski gangster Kutusow.
Był odtwórcą ponad stu ról w wielu głośnych produkcjach kinowych, w tym Chłopaki nie płaczą (2000) jako Andrzej „Grucha”, E=mc² (2002) jako Jarosław „Śledź” Nowicki, brat „Ramzesa” czy Sztos 2 (2011) jako Buźka. W Płynących wieżowcach (2013) Tomasza Wasilewskiego wcielił się w postać ojca, który dowiaduje się, że jego syn jest gejem. Z kolei w 11 minutach (2015) Jerzego Skolimowskiego zagrał epizod męża kochanki kuriera. Razem z Seanem Beanem był narratorem krótkometrażowego filmu historycznego Niezwyciężeni (The Unconquered, 2017).

## Filmografia

### Filmy fabularne
| Rok  | Tytuł                                                                 | Rola                                                                 | Reżyser                            |
| ---- | --------------------------------------------------------------------- | -------------------------------------------------------------------- | ---------------------------------- |
| 1989 | Ostatni dzwonek                                                       | strażak                                                              | Magdalena Łazarkiewicz             |
| 1990 | Zima w Lizbonie (El Invierno en Lisboa)                               |                                                                      | José A. Zorrilla                   |
| 1991 | Głos                                                                  |                                                                      | Janusz Kondratiuk                  |
| 1991 | Cynga                                                                 | doktor                                                               | Leszek Wosiewicz                   |
| 1991 | Dziecko szczęścia                                                     | złodziej mikrobusu                                                   | Sławomir Kryński                   |
| 1992 | Enak                                                                  | ochroniarz                                                           | Sławomir Idziak                    |
| 1992 | Pierścionek z orłem w koronie                                         | Ukrainiec gwałcący Wiśkę                                             | Andrzej Wajda                      |
| 1992 | Sprawa kobiet                                                         | ochroniarz Sylvie                                                    | Claude Chabrol                     |
| 1993 | Łowca. Ostatnie starcie                                               | Kanar                                                                | Jerzy Łukaszewicz                  |
| 1993 | Kraj świata                                                           | zaspany sklepowy                                                     | Maria Zmarz-Koczanowicz            |
| 1994 | Psy 2. Ostatnia krew                                                  | Bolek, goryl Sawczuka                                                | Władysław Pasikowski               |
| 1994 | Oczy niebieskie                                                       | ochroniarz na lotnisku                                               | Waldemar Szarek                    |
| 1994 | Szczur                                                                | sokista                                                              | Jan Łomnicki                       |
| 1994 | Ptaszka                                                               | robotnik Józek                                                       | Krystyna Krupska-Wysocka           |
| 1994 | Miasto prywatne                                                       | „Kaczor”                                                             | Jacek Skalski                      |
| 1994 | Detektyw i śmierć (El Detective y la muerte)                          | skinhead                                                             | Gonzalo Suárez                     |
| 1995 | Gracze                                                                | Misza                                                                | Ryszard Bugajski                   |
| 1995 | Pociąg do wolności (Les milles)                                       | więzień z gazetą                                                     | Sebastien Grall                    |
| 1995 | Prowokator                                                            | strażnik                                                             | Krzysztof Lang                     |
| 1995 | Pułkownik Kwiatkowski                                                 | wartownik                                                            | Kazimierz Kutz                     |
| 1995 | Tato                                                                  | goryl                                                                | Maciej Ślesicki                    |
| 1996 | Wirus                                                                 | agent UOP                                                            | Jan Kidawa-Błoński                 |
| 1997 | Kiler                                                                 | agent UOP                                                            | Juliusz Machulski                  |
| 1997 | Krok                                                                  | generał                                                              | Marek Piwowski                     |
| 1997 | Brat naszego Boga                                                     | żebrak                                                               | Krzysztof Zanussi                  |
| 1997 | Polowanie (TV)                                                        | strażnik                                                             | Andrzej Maleszka                   |
| 1998 | Małżowina                                                             | policjant śledczy                                                    | Wojciech Smarzowski                |
| 1998 | Królestwo Zielonej Polany. Powrót                                     | pan Chrabąszcz / Szerszeń / lekarz / dowódca straży pałacowej (głos) | Krzysztof Kiwerski, Longin Szmyd   |
| 1998 | Amok                                                                  | bandzior                                                             | Natalia Koryncka-Gruz              |
| 1998 | Sto minut wakacji (TV)                                                | ochroniarz w banku                                                   | Andrzej Maleszka                   |
| 1998 | Ognisty jeździec (Feuerreiter)                                        | kapral                                                               | Nina Grosse                        |
| 1999 | Jakub kłamca                                                          | oficer SS                                                            | Peter Kassovitz                    |
| 1999 | Pan Tadeusz                                                           | oficer Moskali                                                       | Andrzej Wajda                      |
| 1999 | Ostatnia misja                                                        | „Sztych”                                                             | Wojciech Wójcik                    |
| 2000 | Chłopaki nie płaczą                                                   | Andrzej „Grucha”                                                     | Olaf Lubaszenko                    |
| 2000 | Pierwszy milion                                                       | „Morda”, człowiek Kajzara                                            | Waldemar Dziki                     |
| 2000 | Ślepe naboje (Rancid Aluminium)                                       |                                                                      | Edward Thomas                      |
| 2000 | To my                                                                 | policjant                                                            | Waldemar Szarek                    |
| 2000 | Cud purymowy                                                          | Waldek                                                               | Izabella Cywińska                  |
| 2001 | Requiem                                                               | Lolek                                                                | Witold Leszczyński                 |
| 2002 | Cudzoziemiec (The Foreigner)                                          | człowiek z blizną                                                    | Michael Oblowitz                   |
| 2002 | D.I.L.                                                                | Zubiec, człowiek „Bosa”                                              | Konrad Niewolski                   |
| 2002 | To tu to tam                                                          | pan Marian                                                           | Lech Mackiewicz                    |
| 2002 | E=mc²                                                                 | Jarosław „Śledź” Nowicki, brat „Ramzesa”                             | Olaf Lubaszenko                    |
| 2002 | Rób swoje, ryzyko jest twoje                                          | „Mielona”                                                            | Marian Terlecki                    |
| 2002 | Całkiem spora apokalipsa (film dokumentalny)                          |                                                                      | Andrzej Titkow                     |
| 2002 | Sfora: Bez litości                                                    | inspektor Walas                                                      | Wojciech Wójcik                    |
| 2003 | Warszawa                                                              | sprzedawca                                                           | Dariusz Gajewski                   |
| 2004 | Serce gór                                                             | Gabin                                                                | Rafał M. Lipka                     |
| 2006 | Letnia miłość (Summer Love)                                           | bokser                                                               | Piotr Uklański                     |
| 2006 | Palimpsest                                                            | Bury                                                                 | Konrad Niewolski                   |
| 2006 | Pętla (etiuda szkolna)                                                |                                                                      | Maciej Majchrzak                   |
| 2006 | Dublerzy                                                              | Wiesiek                                                              | Marcin Ziębiński                   |
| 2007 | Czarna Madonna (Den sorte Madonna)                                    | Kuntz                                                                | Lasse Spang Olsen                  |
| 2007 | Lekcje pana Kuki                                                      | Arnold                                                               | Dariusz Gajewski                   |
| 2009 | Mniejsze zło                                                          | esbek                                                                | Janusz Morgenstern                 |
| 2010 | Latający mnich i tajemnica Da Vinci (Legenda o lietajúcom Cypriánovi) | karczmarz, ojciec Barbary                                            | Mariana Čengel-Solčanská           |
| 2010 | Śniadanie do łóżka                                                    | właściciel restauracji „Figaro”                                      | Krzysztof Lang                     |
| 2011 | Kac Wawa                                                              | „Kaban”                                                              | Łukasz Karwowski                   |
| 2011 | Wyjazd integracyjny                                                   | Apoloniusz Kajzer                                                    | Przemysław Angerman                |
| 2011 | Sztos 2                                                               | „Buźka”                                                              | Olaf Lubaszenko                    |
| 2012 | W sypialni                                                            | Jacek                                                                | Tomasz Wasilewski                  |
| 2012 | Komisarz Blond i Oko sprawiedliwości                                  | amerykański generał                                                  | Paweł Czarzasty                    |
| 2012 | Był sobie dzieciak (Taniec śmierci. Sceny z Powstania Warszawskiego)  | Uli, członek oddziału Dirlewangera                                   | Leszek Wosiewicz                   |
| 2013 | Tajemnica Westerplatte                                                | chorąży Jan Gryczman                                                 | Paweł Chochlew                     |
| 2013 | Płynące wieżowce                                                      | Jacek                                                                | Tomasz Wasilewski                  |
| 2015 | Słaba płeć?                                                           | taksówkarz                                                           | Krzysztof Lang                     |
| 2015 | Gejsza                                                                | Igor                                                                 | Radosław Markiewicz                |
| 2015 | 11 minut                                                              | mąż kochanki kuriera                                                 | Jerzy Skolimowski                  |
| 2016 | Staje się (etiuda szkolna)                                            | mąż Joanny                                                           | Arkadiusz Biedrzycki               |
| 2016 | Konwój                                                                | kapelan                                                              | Maciej Żak                         |
| 2019 | Diablo. Wyścig o wszystko                                             | kontrahent                                                           | Michał Otłowski, Daniel Markowicz  |
| 2019 | Rudy (etiuda szkolna)                                                 | Zbigniew                                                             | Karina Węgiełek                    |
| 2019 | Futro z misia                                                         | „Igła”                                                               | Kacper Anuszewski, Michał Milowicz |
| 2019 | Znajdę Cię (Music, War and Love)                                      | Franz Mann                                                           | Martha Coolidge                    |
| 2020 | Przepustka (etiuda szkolna)                                           | ojciec                                                               | Łukasz Ruciński                    |
| 2020 | W lesie dziś nie zaśnie nikt                                          | listonosz-smolarz                                                    | Bartosz Kowalski                   |

### Seriale
| Rok       | Tytuł                                                       | Rola                                                                        | Uwagi                                                 |
| --------- | ----------------------------------------------------------- | --------------------------------------------------------------------------- | ----------------------------------------------------- |
| 1991      | Panny i wdowy                                               | żołnierz sowiecki w pociągu                                                 | odc. 4                                                |
| 1992      | Żegnaj Rockefeller                                          | ekspedient                                                                  | odc. 2                                                |
| 1993      | Żywot człowieka rozbrojonego                                |                                                                             | odc. 3                                                |
| 1994      | Jest jak jest                                               | gangster                                                                    | odc. 18                                               |
| 1994      | Spółka rodzinna                                             | oskarżony                                                                   | odc. 9                                                |
| 1995      | Akwarium, czyli samotność szpiega                           |                                                                             | odc. 3                                                |
| 1995      | Matki, żony i kochanki                                      | policjant Edward Kundera                                                    |                                                       |
| 1995      | Ekstradycja                                                 | pracownik lombardu                                                          | odc. 2 i 6                                            |
| 1995      | Sukces                                                      | tragarz wnoszący meble do mieszkania Tekli                                  | odc. 6                                                |
| 1996      | Maszyna zmian. Nowe przygody                                | komandos                                                                    | odc. 5                                                |
| 1997      | Boża podszewka                                              | ordynans Górnego                                                            | odc. 6                                                |
| 1997      | Sceny z życia smoków                                        | indiańskie ogórki (głos)                                                    | odc. 5                                                |
| 1997      | Wojenna narzeczona                                          | ukraiński marynarz                                                          | odc. 4                                                |
| 1998      | Czternaście bajek z Królestwa Lailonii Leszka Kołakowskiego | generał (głos)                                                              |                                                       |
| 1999      | Ja, Malinowski                                              |                                                                             | odc. 14                                               |
| 1999      | Komisarz Rex                                                | Andrzej „Baran” Baranski                                                    | odc. Ksiądz w niebezpieczeństwie (Priester in Gefahr) |
| 1999      | Sto minut wakacji                                           | ochroniarz w banku                                                          |                                                       |
| 1999      | Pierwszy milion                                             | „Morda”, człowiek Kajzara                                                   |                                                       |
| 1999      | Komisarz Rex                                                | Wojtek Baran                                                                | odc. 57                                               |
| 1999      | 13 posterunek                                               | mężczyzna                                                                   | odc. 25                                               |
| 2000      | Słoneczna włócznia                                          | pilot helikoptera                                                           | odc. 1                                                |
| 2000      | Sukces                                                      | inspektor Władysław Iwański                                                 |                                                       |
| 2002      | Lokatorzy                                                   | Aluś                                                                        | odc. 129                                              |
| 2002      | Miodowe lata                                                | Maksymilian „Byku” Myrdal, piłkarz „Orłów Otwocka”                          | odc. 98 pt. Honor Albatrosa                           |
| 2002      | Szpital na perypetiach                                      | gangster Sylwester                                                          | odc. 6 i 16                                           |
| 2002      | Wiedźmin                                                    | Sorel                                                                       | odc. 2                                                |
| 2002      | As                                                          | detektyw Piotr Serafin                                                      |                                                       |
| 2002      | Sfora                                                       | inspektor Walas                                                             |                                                       |
| 2003      | Czego się boją faceci, czyli seks w mniejszym mieście       | bokser Zenek Czaban                                                         | odc. 4                                                |
| 2003      | Tygrysy Europy 2                                            | właściciel pytona „Ozyrysa”                                                 |                                                       |
| 2004      | Męskie-żeńskie                                              | sąsiad Motylanki                                                            |                                                       |
| 2004      | Kobra – oddział specjalny                                   | rosyjski gangster Kutusow                                                   | odc. 113 – Przyjaciele w potrzebie (Freunde in Not)   |
| 2004–2005 | Kryminalni                                                  | Nowicki, dowódca antyterrorystów                                            | odc. 13 i 22                                          |
| 2005      | Fala zbrodni                                                | Leszek Gagan                                                                | odc. 43–45                                            |
| 2005      | Rozdroże Cafe                                               | Gerard                                                                      |                                                       |
| 2006      | Fałszerze – powrót Sfory                                    | Walas                                                                       |                                                       |
| 2006      | Dublerzy                                                    | „Wiesiek”                                                                   |                                                       |
| 2006      | Oficerowie                                                  | doktor Janusz Sznajder, brat Marka                                          |                                                       |
| 2006–2010 | My baby                                                     | ksiądz                                                                      | odc. 4                                                |
| 2007      | Niania                                                      | lekarz                                                                      | odc. 77                                               |
| 2008      | Daleko od noszy                                             | redaktor Pakuła „wróżka Ludmiła”                                            | odc. 145                                              |
| 2008      | Trzeci oficer                                               | doktor Janusz Sznajder, brat Marka                                          |                                                       |
| 2009      | Tancerze                                                    | ojciec Piotra                                                               | odc. 8 i 20                                           |
| 2009      | M jak miłość                                                | Siwy                                                                        | odc. 700                                              |
| 2011      | Licencja na wychowanie                                      | Janek, mąż Czesi                                                            |                                                       |
| 2011      | Komisarz Alex                                               | szef antyterrorystów                                                        | odc. 4                                                |
| 2011      | Instynkt                                                    | Pałys                                                                       | odc. 3                                                |
| 2012      | Szpiedzy w Warszawie (The Spies of Warsaw)                  | Marek                                                                       |                                                       |
| 2012      | Piąty Stadion                                               | Vlad                                                                        | odc. 37                                               |
| 2012      | Reguły gry                                                  | mężczyzna w pubie                                                           | odc. 6                                                |
| 2012–2013 | Czas honoru                                                 | żołnierz amerykański Mayers                                                 | odc. 59 i 60                                          |
| 2013      | Ojciec Mateusz                                              | biznesmen                                                                   | odc. 127                                              |
| 2014      | Prawo Agaty                                                 | prokurator Lisowski                                                         |                                                       |
| 2014      | M jak miłość                                                | szef klubu, w którym pracowała Joasia                                       |                                                       |
| 2014      | Na dobre i na złe                                           | biznesmen                                                                   | odc. 555                                              |
| 2018      | Komisarz Alex                                               | Ludwik Rozen                                                                | odc. 134                                              |
| 2018      | 1983                                                        | generał Kazimierz Świętobór, szef Sztabu Generalnego Polskich Sił Zbrojnych |                                                       |
| 2019      | Mały Grand Hotel                                            | detektyw Grudkowski                                                         | odc. 8                                                |
| 2019      | Odwróceni. Ojcowie i córki                                  | komisarz Skuciński „Skucha”, ochroniarz „Blachy”                            | odc. 1, 3-8                                           |
| 2020      | Szadź                                                       | komisarz Włodzimierz Suzin                                                  | odc. 1, 3-7                                           |
| 2020      | Archiwista                                                  | komendant Ryszard Żelazny                                                   | odc. 1 i 2                                            |
| 2020      | Ludzie i bogowie                                            | Bodyn                                                                       | odc. 5                                                |
| 2022      | Gang Zielonej Rękawiczki                                    | komisarz Alfred                                                             |                                                       |
| 2022      | Zachowaj spokój                                             | Borys Gajewicz                                                              |                                                       |
| 2025      | Tylko jedno spojrzenie                                      | Borys Gajewicz                                                              |                                                       |

## Polski dubbing

### Filmy animowane
- 1986: Amerykańska opowieść
- 1987: Kocia ferajna w Beverly Hills
- 1988: Oliver i spółka – Einstein
- 1994: Scooby Doo i baśnie z tysiąca i jednej nocy
- 1994: Asterix podbija Amerykę –
  - Legionista Colientis,
  - Zawodnik Cambridgesii,
  - Indianin 1
- 1996: Boo to You Too! Winnie the Pooh – Kłapouchy
- 1997: Koty nie tańczą
- 2001: Zakochany kundel II: Przygody Chapsa – Buster
- 2001: Odjazdowe zoo – Leo
- 2001: Shrek – Wilk
- 2003: Gdzie jest Nemo? jako mała ryba z grubym głosem
- 2004: Shrek 2 – Wilk
- 2004: Rybki z ferajny
- 2005: Bionicle 3: W sieci mroku – Toa Whenua
- 2005: Kubuś i pogromcy goblunów – Kłapouchy
- 2006: Happy Feet: Tupot małych stóp – Słoń morski
- 2006: Asterix i wikingowie – sepleniący pirat
- 2006: Krowy na wypasie – Ben
- 2006: I ty możesz zostać bohaterem – Babe Ruth
- 2007: Pada Shrek – Wilk
- 2007: Ratatuj – Git
- 2007: Shrek Trzeci – Wilk
- 2007: Sushi Pack – generał Antyseptyk
- 2007: Lucky Luke na Dzikim Zachodzie – Brzydal Barrow
- 2007: Ben 10: Tajemnica Omnitrixa – Tetrax (pierwsza i druga część)
- 2008: WALL·E
- 2008: Wyspa dinozaura 2 – Eddie
- 2008: Horton słyszy Ktosia – Vlad
- 2008: Wyprawa na Księżyc 3D – Yegor
- 2010: Shrek Forever – Wilk
- 2010: Zakochany wilczek – Winston
- 2010: Dzielna mała ciuchcia (The Little Engine That Could)
- 2010: Zaplątani – Bracia Karczybykowie
- 2010: Biała i Strzała podbijają kosmos – Kazbek
- 2010: Shrek ma wielkie oczy – Wilk
- 2011: Roman barbarzyńca – Barhunk
- 2011: Auta 2 – Ivan
- 2015: W głowie się nie mieści – Gniew taty
- 2016: Zwierzogród – Fenek

### Filmy z obsadą aktorską
- 1999: Asterix i Obelix kontra Cezar – Kajus Pięknus
- 2000: Król sokołów – Ojciec
- 2000: Leć, leć w przestworza – Edward Marshall / Stalowy Kondor
- 2002: Mali agenci 2: Wyspa marzeń
- 2002: 8. Mila – Big O
- 2003: Opowieść o Zbawicielu – Poncjusz Piłat
- 2003: Mali agenci 3D: Trójwymiarowy odjazd
- 2003: Nawiedzony dwór – spiker
- 2004: Lemony Snicket: Seria niefortunnych zdarzeń – Feris
- 2004: Przetrwać święta – zastępca Dziudzi / taksówkarz
- 2005: Zebra z klasą
- 2005: Roboty – Diesel
- 2005: Gwiezdne wojny: część III – Zemsta Sithów –
  - Mas Amedda,
  - Darth Vader
- 2005: Opowieści z Narnii: Lew, czarownica i stara szafa – Centaur
- 2006: Alex Rider: Misja Stormbreaker – Darrius Sayle
- 2006: Pajęczyna Charlotty – Koń Ike
- 2007: Zaczarowana
- 2008: Speed Racer – Racer
- 2008: Opowieści z Narnii: Książę Kaspian – Gromojar
- 2009: Góra Czarownic – Carson
- 2012: Hobbit: Niezwykła podróż – Troll Bert
- 2013: Thor: Mroczny świat – Heimdall
- 2014: Strażnicy Galaktyki – Korath
- 2014: Powstanie Warszawskie – Prezes
- 2015: Avengers: Czas Ultrona – Heimdall
- 2018: Krzysiu, gdzie jesteś? – Kłapouchy
- 2021: Hiacynt – komendant

### Seriale TV
- 1968–1970: Odlotowe wyścigi
- 1969–1971: Dastardly i Muttley
- 1972–1973: Nowy Scooby Doo
- 1976–1977: Scooby Doo –
  - Scooby Dum (odc. 18, 21),
  - Pan Szczawik
- 1985: Guziczek
- 1988: Nowe przygody Kubusia Puchatka – Kłapouchy (nowy dubbing – odcinki 27 i 30b)
- 1989–1990: Księga dżungli
- 1990: Piotruś Pan i piraci – Mullins
- 1990: Przygody Syrenki – Anzelm
- 1992: W 80 marzeń dookoła świata
- 1993: Podróż do serca świata – Trzy Palce
- 1993–1995: Dwa głupie psy – Hollywood
- 1994–1998: Spiderman –
  - Quentin Beck / Mysterio
  - żołnierz Kingpina #1 (odc. 2),
  - ochroniarz w OsCorp Industries #1 (odc. 3),
  - podwładny Silvermane’a (odc. 15),
  - strażnik na dachu (odc. 15),
  - ochroniarz w muzeum akwarystycznym #2 (odc. 16),
  - podstawiony terrorysta #1 (odc. 42),
  - woźny sądowy (odc. 42),
  - strażnik w Rooker’s Island #1 (odc. 42),
  - agent TARCZY (odc. 43),
  - naukowiec prowadzący eksperyment superżołnierza (odc. 43)
- 1995–1996: Maska –
  - Obcy,
  - Jet,
  - Cyberglina,
  - Loney (niektóre odcinki),
  - Wirus,
  - Tex Cluber
- 1995–1997: Co za kreskówka! – Lew
- 1995–2002: Timon i Pumba – różne głosy
- 1996: Tajemnica Sagali – Kruks
- 1996–1997: Incredible Hulk –
  - Dr Walter Lankowski/Sasquatch (odc. 6),
  - Victor Von Fatum (odc. 19)
- 1999: Dilbert – Szef Dilberta
- 1999: Rodzina piratów – Sardyna
- 1999: Jam Łasica – Święty Mikołaj
- 1999: Kacper – Kacper
- 1999: SpongeBob Kanciastoporty – Pan Krab
- 1999–2000: Digimon – Motimon / Tentomon / Kabutarimon / MegaKabutarimon
- 2000: Słoneczna włócznia
- 2001–2003: Strażnicy czasu –
  - Ludwig Van Beethoven (odc. 8a, 9b),
  - Winston Churchill (odc. 10a),
  - Clark (odc. 11b),
  - Siedzący Byk (odc. 15b),
  - Al Capone (odc. 18a),
  - Davy Crockett (odc. 19b),
  - Czarnobrody (odc. 20a)
- 2001–2004: Samuraj Jack –
  - Smok (odc. 21),
  - Przywódca łowców Imakandi (odc. 22)
- 2001–2006: Liga Sprawiedliwych / Liga Sprawiedliwych bez granic – Zielona Latarnia
- 2002–2005: Co nowego u Scooby’ego?
- 2003–2004: Megas XLR –
  - Grrkek – Niszczyciel Planet (odc. 7),
  - Ender (odc. 9),
  - Skalgar (odc. 24)
- 2004–2006: Brenda i pan Whiskers –
  - Pan Cantourius,
  - jeden z gangu luzaków (odc. 23),
  - Wolfik
- 2004–2008: Batman –
  - Victor Fries / Mr. Freeze,
  - Hal Jordan / Zielona Latarnia
- 2005: Awatar: Legenda Aanga – Komandor Zhao
- 2005–2007: Podwójne życie Jagody Lee –
  - William (odc. Poznajcie rodzica),
  - Złosiej (odc. Proste jak lewy prosty)
- 2005–2008: Johnny Test – Pan Black
- 2006: Wymiennicy – Dick
- 2006–2007: Młodzi mistrzowie Shaolin – Shiwang Pei
- 2007: W pułapce czasu
- 2007: Moi przyjaciele – Tygrys i Kubuś – Kłapouchy (odcinek świąteczny)
- 2007: Fineasz i Ferb – Szef zakładu poprawczego
- 2007: Chowder – Kasztan / Zielodziarz
- 2008: Batman: Odważni i bezwzględni –
  - Orm,
  - Vandal Savage,
  - Mongul,
  - Darkseid
- 2009: Hot Wheels: Battle Force 5 – Rawkus
- 2010: Brygada – sąsiad Jake’a
- 2010: Avengers: Potęga i moc – Doktor Franklin Hall / Grawiton
- 2015: Alicja – dziewczyna Wszechświat – Dr Waldemar (orig. Gilliam)
- 2017: Pamiętnik Chrumasa – Uchol
- 2021: A gdyby…? – Korath

### Gry wideo
- 2001: Gothic – Ur-Shak
- 2002: Gothic II –
  - Rangar,
  - Biff
- 2003: Gothic II: Noc Kruka –
  - Esteban,
  - Martin,
  - Patrick,
  - Finn
- 2003: Warcraft III: The Frozen Throne – Anub’arak, Admirał Proudmoore
- 2003: Fenimore Filmore: The Westerner – Posłaniec Stareka
- 2003: Delta Force: Helikopter w ogniu – Echo 2-7
- 2005: The Bard’s Tale: Opowieści barda – mężczyzna przebrany za czarta
- 2005: Still Life – Todd Browning / Kazimir Stasek
- 2006: Tom Clancy’s Splinter Cell: Double Agent – Pilot
- 2006: Killzone: Liberation – Metrac
- 2006: Dreamfall: The Longest Journey – Marcus Crozier
- 2006: Gothic 3 –
  - Gorn,
  - Innos
- 2007: Infernal
- 2008: Prince of Persia – Aryman
- 2008: Gothic 3: Zmierzch bogów – Gorn
- 2009: Infamous – Kessler
- 2009: Harry Potter i Książę Półkrwi – Fenrir Greyback
- 2010: Battlefield: Bad Company 2 – Flynn
- 2010: Mass Effect 2 – Człowiek Iluzja
- 2010: Arcania: Gothic 4 – Gorn
- 2010: Harry Potter i Insygnia Śmierci: Część I – Fenrir Greyback
- 2010: Heavy Rain – mechanik samochodowy
- 2010: The Fight: Lights out – Duke
- 2010: StarCraft II: Wings of Liberty – Rory Swann / Wypalacz
- 2010: Disciples III: Wskrzeszenie – Śmierć / Kościany Golem / Rycerz Śmierci
- 2011: The Elder Scrolls V: Skyrim – Delvin Mallory
- 2011: Uncharted 3: Oszustwo Drake’a – Charlie Cutter
- 2011: Wiedźmin 2: Zabójcy królów – Letho z Gulety
- 2011: Rage – Zack / Brick / Głosy Straconych / Theodore
- 2011: Arcania: Upadek Setarrif – Gorn
- 2011: Twierdza 3 – Wilk
- 2012: Risen 2: Mroczne wody – Blake / Doggs / Morgan
- 2012: Twisted Metal – Sweet Tooth
- 2012: Diablo III
- 2014: Infamous: Second Son – Henry „Hank” Daughtry
- 2015: Wiedźmin 3: Dziki Gon – Letho z Gulety
- 2016: Battlefield 1 – Główna postać w rozdziale 3
- 2017: Star Wars: Battlefront II – Darth Vader
- 2018: Detroit: Become Human – porucznik Hank Anderson
- 2020: Valorant – Omen
- 2021: Kroniki Myrtany: Archolos – Roderich
- 2022: Gra Szyfrów – narrator